# 本郷電気製材
本郷電気製材株式会社（ほんごうでんきせいざい かぶしきがいしゃ）は、大正後期から昭和戦前期にかけて、現在の愛知県北設楽郡東栄町、かつての本郷町に存在した電力会社である。
1918年（大正7年）設立・開業で、電気事業者としては現在の東栄町域を中心に供給した。社名にある通り兼業として製材業を持つ。1938年（昭和13年）、中央電力へと電気事業を譲渡し、木材会社の「本郷木材株式会社」となった。

## 歴史
1917年（大正6年）3月、愛知県北設楽郡田口町（現・設楽町）において田口電灯合名会社（後の豊川電気）が水力発電を電源として開業した。これが北設楽郡で最初の電気事業であるが、これに続いて同年8月6日、「東三製材合資会社」という下川村大字下田（現・東栄町下田）の会社が電気事業許可を取得した。同社は1912年（大正元年）10月に資本金4000円で設立された製材会社である。田口電灯の供給区域が田口町とその周辺であるのに対し、東三製材の供給区域はその東側に位置する下川村・本郷村（1921年町制施行）・御殿村の3村であった。
電気事業開業までの間に東三製材は合資会社から株式会社へと改組し「本郷電気製材株式会社」となった。本郷電気製材は1918年（大正7年）5月12日、資本金5万円で本郷村大字本郷（現・東栄町本郷）に設立。電灯・電力供給、電気器具の販売・貸付、それに製材業を目的とする。社長は東三製材社長の丸山嘉平で、丸山も含む全役員が供給区域3村在住の人物であった。また本店は当初大字本郷の字南万場に置かれたが、同年6月字森山へと移転されている。
逓信省の資料によると、会社設立半年後の1918年12月26日に電気事業を開業した。下川村大字下田の振草川（天竜川水系）に出力15キロワットの水力発電所を建設する許可を得ていたが未完成で、遠三電気（後の東三電気）という電力会社からの受電20キロワットが電源であった。遠三電気は本郷村の東方、静岡県磐田郡浦川村（現・浜松市天竜区）にあった会社で、同郡山香村（同）に水力発電所を構えていた。受電に際し本郷電気製材では浦川まで自社配電線を伸ばしている。
1923年（大正12年）8月、東邦電力が北設楽郡豊根村において配電を開始した。このころ本郷電気製材でも供給区域を広げ振草村・園村にも供給することになったが、遠三電気からの受電では不足するため東邦電力からも受電することとなった。受電は50キロワットで1923年4月にその許可を得ている（受電開始日不詳）。受電に伴い本郷電気製材では御園峠を越え東邦電力線に接続する豊根村下黒川まで配電線を整備した。また名古屋逓信局の資料によると、1923年末時点では遠三電気からの受電はなくなっており、東邦電力からの受電50キロワットが唯一の電源であった。
1930年代後半に入ると、1939年（昭和14年）の日本発送電設立に至る電力国家管理の流れの中で小規模事業者の整理・統合が国策と定められたのを機に、全国的に事業統合が活発化した。愛知・静岡・長野の3県にまたがる三遠南信地域では、東邦電力系列の中央電力が事業統合の中核となり、1938年から翌年にかけて小規模事業者6社を統合していく。本郷電気製材も事業統合の対象とされ、1939年3月30日付で逓信省から認可を得た上で、同年4月中央電力がその電気事業を譲り受けた。電気事業を失った本郷電気製材は、4月1日付で下川村大字下田へと本店移転の上で「本郷木材株式会社」へと社名変更し、木材業・製材業を目的とする会社へと転換した。ただし太平洋戦争後の1951年（昭和26年）6月16日に解散している。

## 供給区域
1937年12月末時点における本郷電気製材の供給区域は以下の愛知県内4村であった。
- 北設楽郡本郷町・下川村・園村・御殿村（現・東栄町）
- 北設楽郡振草村（現・東栄町および設楽町）

1938年11月末（下期末）時点での供給成績は、電灯需要家1152戸・灯数2396灯（ほかに無料灯35灯あり）、電力供給6.4キロワット、電熱その他供給4.0キロワットであった。
供給区域内には供給開始が遅れた地域もあった。その一つが御殿村の月地区で、村内の本郷町寄りにある中設楽地区が開業当初から点灯されたのに対し1937年（昭和12年）の供給開始となった。振草村でも北部の古戸・粟代・小林地区では1924年（大正13年）より供給されたが、南部（現・設楽町域）の平山地区は1939年（昭和14年）、神田地区は1941年（昭和16年）の点灯である。園村では豊根村との間に配電線が建設されたのを機に1924年5月より御園・足込地区で供給が始まるが、東部の西薗目・東薗目地区では産業組合（電気利用組合）が別途組織され、自家発電により会社とは独立した供給がなされた。